# Medaile Františka Skoriny
Medaile Františka Skoriny (bělorusky Медаль Францыска Скарыны) je běloruské státní vyznamenání založené roku 1989. Udílena je občanům Běloruska i cizincům za vynikající výsledky v profesní oblasti, za významný osobní přínos k rozvoji duchovního a intelektuálního potenciálu běloruského lidu a jeho kulturního dědictví.

## Historie
Medaile byla založena dekretem prezidia Nejvyššího sovětu Běloruské SSR č. 2675-XI ze dne 20. dubna 1989. Předpisy byly upraveny dekretem Nejvyšší rady Běloruské republiky č. 3727-XII ze dne 13. dubna 1995. Následně přestala být umisťována po sovětských vyznamenáních a začala být v přítomnosti dalších běloruských vyznamenání umisťována za medailí Za pracovní zásluhy. Opětovně byla medaile schválena zákonem Běloruské republiky č. 49-3 ze dne 2. července 1997. Později byl status vyznamenání upraven zákonem Běloruské republiky č. 288-3 ze dne 18. května 2004 O státních vyznamenání Běloruské republiky. Poprvé byla medaile udělena dne 11. září 1990.

## Pravidla udílení
Medaile je udílena pracovníkům ve vědě, školství a kultuře za vynikající výsledky v jejich profesní oblasti, za významný osobní přínos k rozvoji duchovního a intelektuálního potenciálu běloruského lidu a jeho kulturního dědictví. Udělena může být občanům Běloruské republiky i cizincům.
Medaile Františka Skoriny se nosí nalevo na hrudi a v přítomnosti dalších běloruských medailí se nosí za medailí Za pracovní zásluhy. Do roku 1995 byla v přítomnosti dalších sovětských medailí umístěna za nimi.

## Popis medaile

### Do roku 2017
Základní vzhled medaile se ani za více než dvacet let její existence zásadně nezměnil. První popis medaile je uveden ve vyhlášce prezidia Nejvyššího sovětu Běloruské SSR č. 2675-XI. Od roku 2005 byl popis vyznamenání uveden v dekretu prezidenta Běloruské republiky č. 168 ze dne 8. dubna 2005.
Medaile pravidelného kulatého tvaru o průměru 32 mm je vyrobena z tombaku. Na přední straně je podobizna Františka Skoriny z profilu. Pod ním je při vnějším okraji medaile nápis v cyrilici Францыск Скарына (František Skorina). Na zadní straně je symbol Signet. Okraj medaile je vystouplý.
Hedvábná stuha z moaré zelené barvy a obdélného tvaru je široká 24 mm. Uprostřed stuhy je žlutý pruh s národním ornamentem široký 8 mm. Stuha je na obou stranách lemována žlutými proužky širokými 2 mm.

### Od roku 2017
Vzhled medaile byl výrazně změněn dekretem prezidenta Běloruské republiky č. 184 ze dne 25. května 2017.
Medaile pravidelného kulatého tvaru o průměru 33 mm je vyrobena z postříbřeného a pozlaceného tombaku. Na přední straně je uprostřed pozlacený reliéfní obraz Františka Skoriny. Pod ním je nápis v cyrilici Францыск Скарына. Zadní strana je hladká.
Stuha je pomocí jednoduchého kroužku spojena s obdélným blokem o rozměrech 48 × 33 mm. Ve spodní části bloku jsou zlaté dubové větvičky. Botka je potažena tmavě vínovou stuhou z hedvábného moaré širokou 30 mm. Ve vzdálenosti 1 mm od okraje jsou na obou stranách dva zlaté proužky široké 0,5 a 1,5 mm. Uprostřed je symbol Signet.

## Fotogalerie

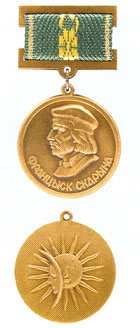
Vzor medaile používaný do roku 2017
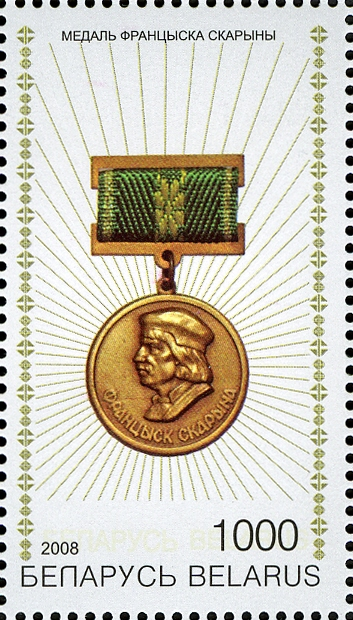
Běloruská poštovní známka z roku 2008 s vyobrazením medaile